# Iravadia nipponica
Iravadia nipponica is een slakkensoort uit de familie van de Iravadiidae. De wetenschappelijke naam van de soort is voor het eerst geldig gepubliceerd in 1954 door Kuroda & Habe.